# ハートスランプ二人ぼっち
「ハートスランプ二人ぼっち」（ハートスランプふたりぼっち）は、円広志の楽曲で、朝日放送テレビ制作のバラエティ番組『探偵!ナイトスクープ』のために制作した曲である。

## 概要
「夢のプロポーズ」（読売テレビ『ときめきタイムリー』オープニングテーマ）「MUSIC」（中京テレビ『ヴィヴィアン』エンディングテーマ）とのカップリングで3曲収録シングルとして1994年1月21日にリリースされた（規格品番：PCDA-00529）。
『探偵!ナイトスクープ』のオープニングでは、1993年後期に編曲を変更している。番組開始当時とジングルはバンド演奏と思われるもので、1988年から1993年3月まで使われた初期のアレンジは、軽い打ち込みのような音で、1993年4月から半年間使われたアレンジは、印象が異なるものになっている。

## テレビ番組での歌唱
シングル発売当日である1994年1月21日放送の『探偵!ナイトスクープ』では、円がオープニングに登場してフルコーラスで熱唱し、歌唱後は同回の顧問として出演した。
2022年10月25日に生放送のNHK総合テレビ『第22回わが心の大阪メロディー』（大阪放送局制作）にて29年弱ぶりに歌唱。曲紹介時には司会の今田耕司から「松本局長見てますか」、歌唱後には共演者の大西流星（なにわ男子）から「めちゃくちゃ興奮しましたよね。今日金曜日でしたっけ?」との会話が飛び交った。また、SNSでは円がNHKの番組に出演したことや、本曲を聴いた関西人の話題などで盛り上がった。

## シングル収録曲
1. 夢のプロポーズ
  - 作詞：天野滋／作曲：柴野繁幸／編曲：柴野繁幸・長池英明

読売テレビ『ときめきタイムリー』オープニングテーマ曲
2. MUSIC
  - 作詞：天野滋／作曲：円広志／編曲：坂本裕介

中京テレビ『ヴィヴィアン』エンディングテーマ曲
3. ハートスランプ二人ぼっち
  - 作詞・作曲：円広志／編曲：浦田博信

朝日放送テレビ『探偵!ナイトスクープ』テーマ曲

## 歌詞の間違いについて
表題曲の冒頭の「ベッドのまわりに何もかも脱ぎ散らして」という歌詞について、正確には「脱ぎ散らかして」ではないかと上岡龍太郎（『探偵!ナイトスクープ』初代探偵局長）から問い詰められ、円は顔を赤くしたという。